# Emilio Gil
Emilio Gil (Madrid, 1949), es un diseñador gráfico español. Los aspectos que abarca en su desarrollo profesional incluyen ámbitos relacionados con la investigación en la historia del diseño, el comisariado de exposiciones, la labor como escritor y articulista, la docencia universitaria o su faceta como artista plástico. 

## Biografía
Emilio Gil se licenció como Arquitecto Técnico en 1975 en la Universidad Politécnica de Madrid. En 1980 funda Tau Diseño una de las empresas españolas pioneras en servicios de diseño, Comunicación Institucional y creación y desarrollo de Programas de Identidad Visual Corporativa. 
En 1982 y después de unos años ejerciendo la profesión como autodidacta amplía su formación realizando estudios de Diseño en la SVA, School of Visual Arts de Nueva York con profesores de la categoría de Milton Glaser, James McMullan y Ed Benguiat.
En 2012 cursa estudios de Comisariado de Exposiciones en la Central St. Martins de Londres.

## Reconocimientos
- Medalla de Oro de las Bellas Artes 2015.[3]
- Académico de la Real Academia de Bellas Artes de San Telmo, Málaga.
- Presidente entre junio de 2009 y diciembre de 2015 de AEPD, Asociación Española de Profesionales del Diseño.

## Premios
- Primer Premio al Informe Anual Mapfre 2014,2013. V Edición Premios Torras Papel/Arjo Wiggings.
- Premio a la Calidad en el Sistema Nacional de Salud por el Sistema de Señalización para discapacitados del Hospital Virgen de la Nieves. Ministerio de Sanidad. Edición 2009.[4]
- Premio Anual de la AEPD 2005, 1995.
- Letra 2003. Premios Nacionales de Comunicación Visual y Gráfica de Entorno.
- Donside Award y Donside Special Award. Gran Bretaña 1997, 1994.
- Diploma Laus 1996 y Laus de oro 1994. Diseño gráfico editorial. España.
- Certificate of Typographic Excellence, 1995. Type Directors Club. New York.

## Comisariados
- Lo que cuenta Novelas y Cuentos en el MNAD, Madrid, marzo de 2017. Comisariado junto con Juan Aguilar.[5]
- Aliadas en Centro Centro, Madrid, mayo de 2016.[6]
- Grafistas. Diseño gráfico en España 1939-1975 en el MNAD, Madrid, octubre de 2011.[7]
- 24x365. Diseño Gráfico para la Comunicación pública en el Círculo de Bellas Artes de Madrid. 2008.[8]
- ¿Dissenyes o Diseñas?. Madrid, Berlín, Sofia. 2006.[9]
- Signos del siglo. 100 años de Diseño Gráfico en España en el Museo Reina Sofía. 2000.[10]

## Publicaciones
- Palimpsestos (Libros de vez en cuando, Madrid 2017).[11]
- Palabra de Diseñador (Gustavo Gili. Barcelona, 2015).[12]
- Coautor en Lo bello de las cosas (Gustavo Gili. Barcelona, 2007).[13]
- Pioneers of Spanish Graphic Design  (MBP, New York, 2007).[14]
- Pioneros del Diseño Gráfico en España (Index Book, 2007).[15]

## Algunos trabajos destacados
- Cartel de la Feria del Libro de Madrid, 2016.[16]
- Exposición Solución de continuidad, 2015.
- Exposición Mapas que no lo son, 2014[17]
- Rediseño de la imagen de Patrimonio Nacional, 2014.
- Línea gráfica de la Presidencia española de la Unión Europea, 2010.
- Imagen global de la Asamblea del FMI y del Banco Mundial en Madrid, 1994.
- Libro Un toro negro y enorme, 1994.[18]
- Revista Sur Exprés, 1986.